# Polska Agencja Interpress
Polska Agencja Interpress – polska agencja prasowa działająca w latach 1967–1991, utworzona w wyniku połączenia Zachodniej Agencji Prasowej (zał. 1940), Redakcji Serwisu Zagranicznego Agencji Robotniczej (ARPRESS) oraz Wydawnictwa „Polonia”. Podlegała Robotniczej Spółdzielni Wydawniczej.
Podstawowym zadaniem agencji było dostarczanie informacji dla serwisów zagranicznych oraz obsługa dziennikarzy zagranicznych. Prowadziła również działalność wydawniczą (Wydawnictwo Interpress), wydając książki, czasopisma, foldery itp. W 1991 została przekształcona w Polską Agencję Informacyjną. Używana była również jako przykrycie dla funkcjonariuszy i tajnych współpracowników służb wywiadowczych PRL.